# Rene Krhin
Rene Krhin est un footballeur international slovène né le 21 mai 1990 à Maribor. Il joue au poste de milieu défensif au Western United FC.

## Carrière
Signant pour l'Inter Milan à côté de la gloire montante Vid Belec du club de sa ville natale NK Maribor, à l'âge de 16 ans en tant que joueur de l'Union européenne, il commence à jouer pour l'équipe des moins de 17 ans. 
En juillet 2009, il est appelé par l'entraîneur du club lombard José Mourinho en équipe première pour la tournée de pré-saison aux États-Unis et joue par la suite dans plusieurs matches amicaux. Pour la saison 2009-10 de Serie A, il est convoqué trois fois, mais ne figure pas dans le onze de départ et ne fait pas partie des remplaçants. Il fait par la suite son début officiel contre Parme lors de la troisième semaine de Serie A, en étant remplaçant de Wesley Sneijder. Il entre ensuite en cours de match à la 84e minute contre Catane le 24 octobre à la place de Sulley Muntari. Le 1er novembre 2009, il commence son premier match officiel contre AS Livourne Calcio (victoire 2-0 des Intéristes). Cette saison-là, il est sacré champion d'Italie avec l'Inter Milan.
En juillet 2010, il rejoint en copropriété avec l'Inter Milan le club de Bologne.
En janvier 2015, à cause de son faible temps de jeu en Lombardie, le club intériste annonce le prêt de six mois du joueur au Córdoba CF, club de Liga BBVA. Puis  en juin 2015, il rejoint le club de Grenade pour deux saisons, où il ne parvient toujours pas à devenir titulaire. En 2017, il rejoint le FC Nantes pour tenter de lancer sa carrière.
En fin de contrat à la fin de la saison 2019-2020, il est laissé libre.
Le milieu slovène, libre depuis la fin de saison, a retrouvé un club. Il s'est engagé en février 2021 jusqu’à la fin de la saison avec le CD Castellón qui évolue en D2 espagnole.
En 27 septembre 2021, Rene Krhin rejoint le club australien du Western United.

### Parcours professionnel
| Saison                | Club                  | Championnat           | Championnat | Championnat | Coupe nationale | Coupe nationale | Coupe de la Ligue | Coupe de la Ligue | Compétition(s) continentale(s) | Compétition(s) continentale(s) | Compétition(s) continentale(s) | Slovénie | Slovénie | Total | Total |
| Saison                | Club                  | Division              | M.          | B.          | M.              | B.              | M.                | B.                | Comp.                          | M.                             | B.                             | M.       | B.       | M.    | B.    |
| 2009-2010             | Inter Milan           | Serie A               | 5           | 0           | -               | -               | -                 | -                 | -                              | -                              | -                              | 4        | 0        | 9     | 0     |
| Sous-total            | Sous-total            | Sous-total            | 5           | 0           | -               | -               | -                 | -                 | -                              | -                              | -                              | 4        | 0        | 9     | 0     |
| 2010-2011             | Bologne FC            | Serie A               | 4           | 0           | 1               | 0               | -                 | -                 | -                              | -                              | -                              | -        | -        | 5     | 0     |
| 2011-2012             | Bologne FC            | Serie A               | 7           | 1           | 2               | 0               | -                 | -                 | -                              | -                              | -                              | 3        | 0        | 12    | 1     |
| 2012-2013             | Bologne FC            | Serie A               | 21          | 0           | 1               | 0               | -                 | -                 | -                              | -                              | -                              | 5        | 1        | 27    | 1     |
| 2013-2014             | Bologne FC            | Serie A               | 27          | 0           | 1               | 0               | -                 | -                 | -                              | -                              | -                              | 4        | 0        | 32    | 0     |
| Sous-total            | Sous-total            | Sous-total            | 59          | 1           | 5               | 0               | -                 | -                 | -                              | -                              | -                              | 12       | 1        | 76    | 2     |
| 2014-2015             | Inter Milan           | Serie A               | 3           | 0           | -               | -               | -                 | -                 | C3                             | 2                              | 0                              | -        | -        | 5     | 0     |
| Sous-total            | Sous-total            | Sous-total            | 3           | 0           | -               | -               | -                 | -                 | -                              | 2                              | 0                              | -        | -        | 5     | 0     |
| 2014-2015             | Cordoue CF (prêt)     | Liga                  | 14          | 0           | -               | -               | -                 | -                 | -                              | -                              | -                              | -        | -        | 14    | 0     |
| Sous-total            | Sous-total            | Sous-total            | 14          | 0           | -               | -               | -                 | -                 | -                              | -                              | -                              | -        | -        | 14    | 0     |
| 2015-2016             | Grenade CF            | Liga                  | 24          | 0           | 1               | 0               | -                 | -                 | -                              | -                              | -                              | 9        | 0        | 34    | 0     |
| 2016-2017             | Grenade CF            | Liga                  | 12          | 0           | -               | -               | -                 | -                 | -                              | -                              | -                              | 7        | 1        | 19    | 1     |
| Sous-total            | Sous-total            | Sous-total            | 36          | 0           | 1               | 0               | -                 | -                 | -                              | -                              | -                              | 16       | 1        | 53    | 1     |
| 2017-2018             | FC Nantes (prêt)      | Ligue 1               | 18          | 1           | 1               | 0               | -                 | -                 | -                              | -                              | -                              | 5        | 0        | 24    | 1     |
| 2018-2019             | FC Nantes             | Ligue 1               | 16          | 0           | 3               | 1               | 2                 | 0                 | -                              | -                              | -                              | 5        | 0        | 26    | 1     |
| 2019-2020             | FC Nantes             | Ligue 1               | 8           | 0           | 2               | 0               | -                 | -                 | -                              | -                              | -                              | 6        | 0        | 16    | 0     |
| Sous-total            | Sous-total            | Sous-total            | 42          | 1           | 6               | 1               | 2                 | 0                 | -                              | -                              | -                              | 16       | 0        | 66    | 2     |
| 2020-2021             | CD Castellón          | Liga 2                | 7           | 0           | -               | -               | -                 | -                 | -                              | -                              | -                              | -        | -        | 7     | 0     |
| Total sur la carrière | Total sur la carrière | Total sur la carrière | 166         | 2           | 12              | 1               | 2                 | 0                 | -                              | 2                              | 0                              | 48       | 2        | 230   | 5     |

## Palmarès
Inter Milan
- Championnat d'Italie (1) :
  - Champion : 2009-10.